# Leucocheratosi orale
La  leucocheratosi orale  è una forma di lesione che colpisce la bocca (precisamente la mucosa orale), di colore biancastro.

## Manifestazioni cliniche
Le lesioni possono essere in numero considerevole (a differenza della leucoplachia), una diagnosi corretta è molto difficile, un'anamnesi in cui si riscontrino eventi traumatici recenti può essere decisiva. Fra le malattie simili è presente anche la forma di leucoplachia orale villosa, che però insorge nella lingua in soggetti ammalati di HIV. Ancora, il lichen planus viene escluso per l'aspetto delle lesioni, non compatibili con quelle della leucocheratosi.

## Eziologia
Il colore tipico è dovuto ad una produzione di cellule corneificate, la causa che origina la lesione solitamente è di tipo trauma fisicotico, altre cause minori sono dovute ad una cattiva igiene orale, o al continuo mordere la mucosa.

## Terapia
La malattia regredisce spontaneamente, non occorre alcuna cura specifica, invece deve essere corretta la causa scatenante.